# 嗅感器

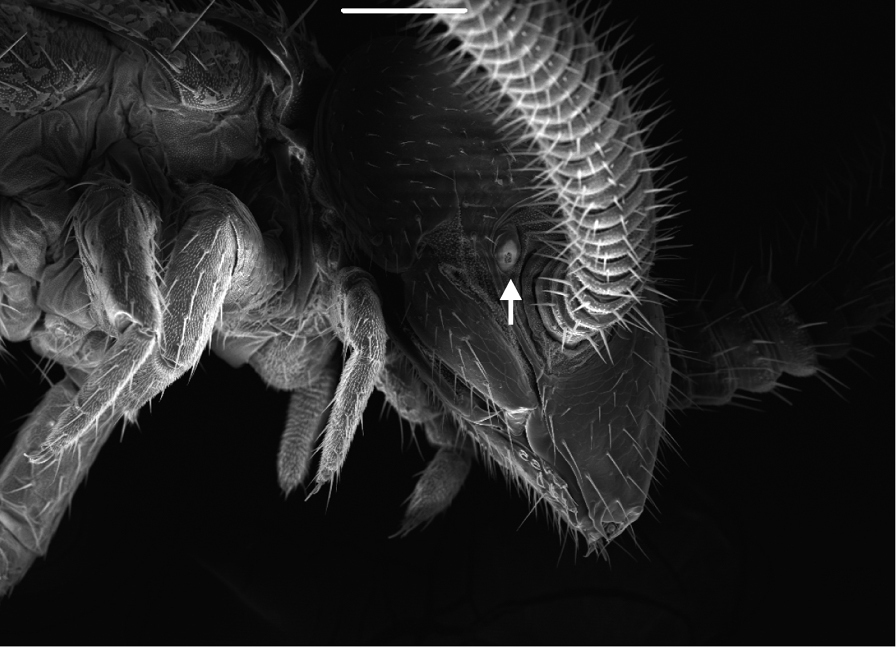
白色箭頭所指部份就是「嗅感器」，位於觸角基部的後方。

嗅感器是一個由匈牙利博物學家及馬陸學家Ödön Tömösváry在1883年所發現的感覺器官，存在於大多數的馬陸及部份蜈蚣和昆蟲物種，位於頭部觸角的基部，包含一個盤狀結構以及一個被感覺細胞包圍的中央孔，它們可能用來感應振動，甚至提供聽覺，但其實其具體功用我們到現在還未能詳細掌握。所以嚴格來講，「嗅感器」這個譯名其實不大準確。